# Танец рыночных торговок
Танец рыночных торговок (нем. Tanz der Marktfrauen, нем. Tanz der Marktweiber) — кульминация карнавальной программы Жирного вторника в Мюнхене под открытым небом на знаменитом рынке Виктуалиенмаркт, привлекающая многочисленных зрителей. Мероприятие проходит в присутствии принца и принцессы карнавала и обербургомистра.
Традиция женских уличных танцевальных выступлений по случаю завершения карнавала восходит в Мюнхене к началу XIX века и оформилась окончательно в 1980-е годы. Двенадцать продавщиц овощей, фруктов, сыра и закусок на Виктуалиенмаркте начинают подготовку к карнавальному выступлению ещё в октябре: шьют яркие костюмы согласно заявленной тематике и берут уроки хореографии у профессионалов.